# Phú Tân (An Giang)
Phú Tân is een district in de Vietnamese provincie An Giang, een van de provincies in de Mekong-delta. De hoofdstad van het district is Phú Mỹ.
Naast Phú Mỹ is er nog een andere bestuurlijke eenheid, te weten Chợ Vàm. Daarnaast zijn er nog de plaatsen Long Hòa, Phú Lâm, Phú Thạnh, Phú An, Phú Thọ, Tân Hòa, Tân Trung, Phú Hưng, Hiệp Xương, Bình Thạnh Đông, Phú Bình, Hòa Lạc, Phú Hiệp, Phú Thành, Phú Long en Phú Xuân.
Phú Tân heeft een oppervlakte van 307 km² en heeft volgens de telling in 2003 237.965 inwoners.

## Bevolking
Bijna 98% van de bevolking bestaat uit de Vietnamezen. Naast de Vietnamezen zijn er ook Khmer, Cham en de Hoa Chinezen.

## Geografie
In het noorden grenst Phú Tân aan Tân Châu, in het westen aan Châu Đốc en aan Châu Phú. In het oosten grenst Phú Tân aan het district Chợ Mới en aan de provincie Đồng Tháp. Phú Tân wordt omringd door water, zoals de Hậu en de Tiền.

## Geschiedenis
Phú Tân is in december 1968 ontstaan door de samenvoeging van de districten Tân Châu và Châu Phú. In september 1974 werd het district samengevoegd met een aantal dorpen van Đồng Tháp, waarna het meteen werd gesplitst in twee districten, te weten Phú Tân A en Phú Tân B. Deze twee districten zijn in 1976 samengevoegd tot het huidige district. De naam van het district is afgeleid van de districten Tân Châu và Châu Phú.